# الإطار المقلوب لطابع جامايكا
اكتُشف خطأ الإطار المقلوب لجامايكا 1 شلن في مارس 1922 في مكتب بريد مانشيونيل، وهي قرية تابعة لأبرشية بورتلاند، جامايكا. كانت هناك ورقة صحيفة طوابع كاملة من 60 طابعًا على عدة ورقات CA، ولكن لم يُرسل سوى نصف هذه الورقة إلى مانشيونيل. ربما استُخدمت معظم هذه الطوابع لأغراض مالية، لأن مانشيونيل كانت مركزًا لتجارة الموز، وربما استخدم المشترون مكتب التلغراف لتأكيد المشتريات. أما النصف الآخر من الورقة، فمن المحتمل أنه بِيعَ مباشرةً في كينغستون، عاصمة جامايكا، نظرًا لوجود نسخة عليها ختم إلغاء كينغستون.
لا يُعرف سوى 5 نماذج مستعملة، 4 منها عليها ختم إلغاء مانشيونيل، وواحدة فقط عليها ختم إلغاء كينغستون.

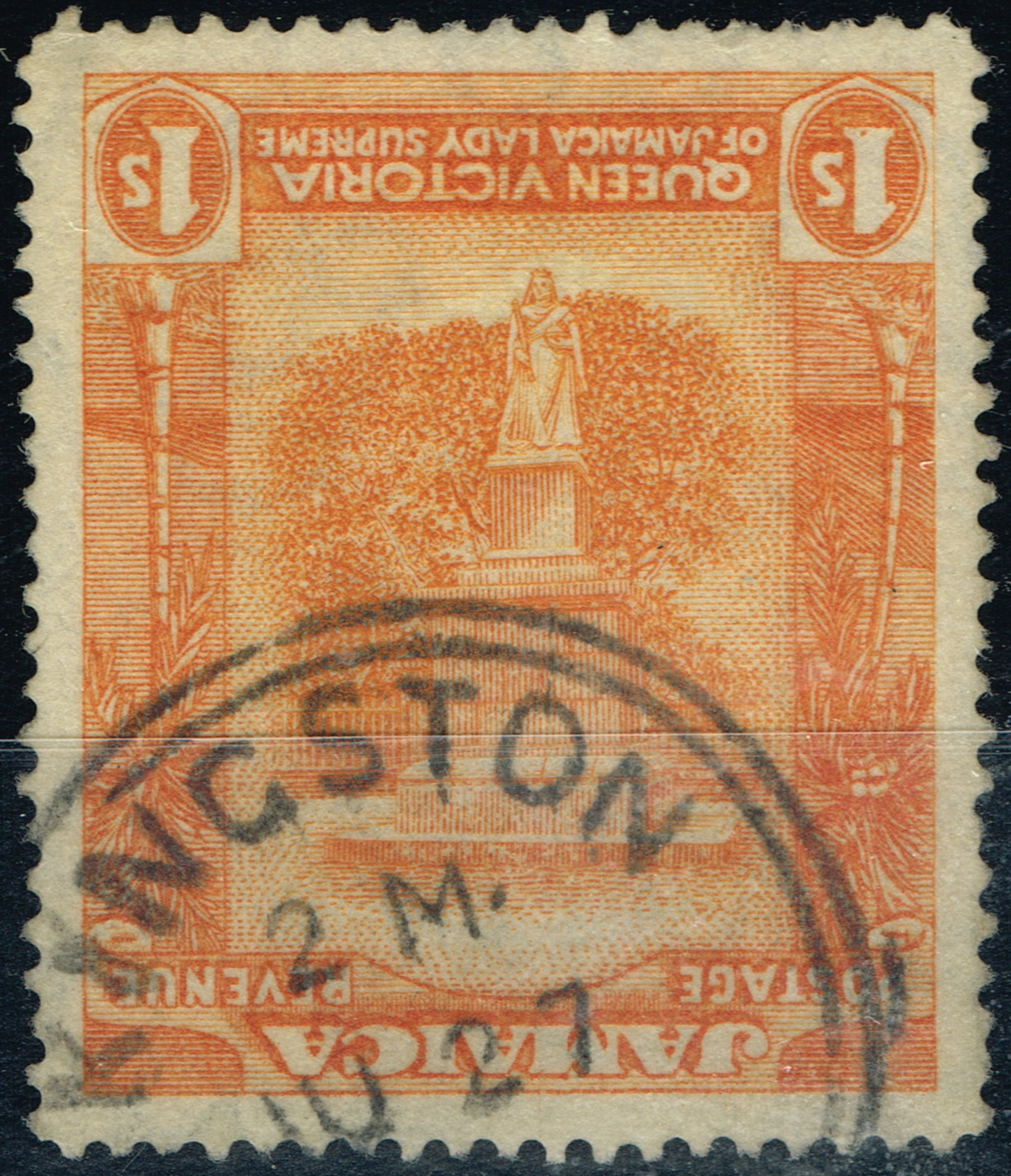
طابع جامايكا ذو الإطار المقلوب